# Larsen (iskappe)
 For alternative betydninger, se Larsen (flertydig). (Se også artikler, som begynder med Larsen)
Larsen er en iskappe på den Antarktiske Halvø. Den har bestået af fire gletsjere, kaldet Larsen A, Larsen B, Larsen C og Larsen D. Larsen A havde muligvis eksisteret i to tusinde år, da den blev opløst i 1995, hvorefter man begyndte at holde øje med hele iskappen. Syv år senere forsvandt mere end 3000 km2 af Larsen B på en måned. På fem år er 5700 km2 har Larsen B forsvundet, svarende til 40%. Det vurderes, at Larsen B er ældre end Larsen A. Den del af iskappen, der forsvandt i 2002 vejede 500 mia. ton, svarende til 720.000 milliarder liter. Iskappen er blevet opkaldt efter den norske hvalfanger C.A. Larsen, der passerede området i 1893.
Mellem 10. og 12. juli 2017 kælvede 5.800 km2 af Larsen C-gletsjeren, hvilket svarede til 12% af Larsen C's samlede areal  Det isbjerg, der blev resultatat af kælvingen kaldes A68 og flød efterfølgende rundt ud for den Antarktiske Halvø. Isbjerget vejer over 1 billion (1012) tons og rummer næsten samme mængde vand som Lake Ontario.
Sprækken, der havde eksisteret i flere årtier, øgedes med stigende hastighed. I december 2016 blev sprækken 18 km længere.  I januar 2017 voksede revnen med 10 km. I slutningen af maj 2017 voksede revnen med 17 km på knap en uge og i begyndelsen af juni 2017 manglede der 13 km før en tiendedel af gletsjeren (5000 km2) ville forlade Antarktis. Det frygtes, at Larsen C's kælving medfører, at endnu flere gletsjere med tiden ryger i havet. Der vurderes at komme en vandstandsstigning på 10 cm, hvis isen bag Larsen C ryger i havet.